# Ray Russell (Musiker)

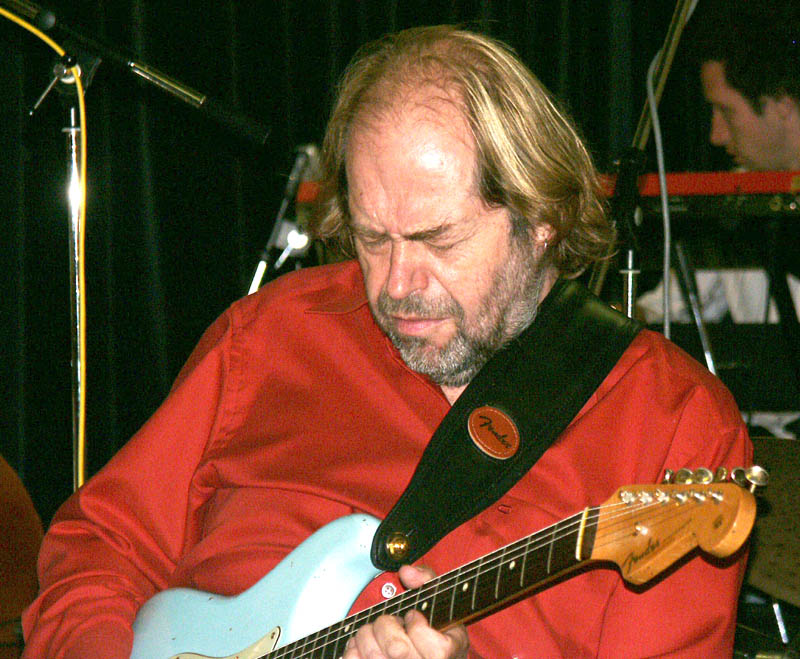
Ray Russell (2004)

Raymond „Ray“ Russell (* 4. April 1947 in Islington (London)) ist ein britischer Pionier der Fusion-Gitarre, der auch als Studiomusiker, Komponist und Musikproduzent hervorgetreten ist.

## Leben und Wirken
Russell, der seit dem zwölften Lebensjahr Gitarre spielte, wurde bereits mit sechzehn Jahren als Mitglied der John Barry Seven Berufsmusiker, mit der er von John Barry geschriebene Musiken für die James-Bond-Spielfilme spielte. Ab 1965 arbeitete er bei Georgie Fame & the Blue Flames; 1968 legte er mit Turn Circle sein Debütalbum vor. Dann war er in der Band von Mike Gibbs tätig und legte mit eigener Gruppe in rascher Folge weitere Alben mit eigenwilligen Kompositionen zwischen Jazz und Rockmusik vor. Mit Alex Harvey leitete er die Gruppe Rock Workshop und gehörte 1971 kurzzeitig zu Nucleus (Live in Bremen), bevor er neben Ann Odell Mitgründer von Chopyn (mit Schlagzeuger Simon Phillips) wurde. Daneben gehörte er zur Band von Harry Beckett (Joy Unlimited,  1975).
Gemeinsam mit Andy Mackay spielte er die Titelmusik für die britische Fernsehserie Rock Follies ein. Auch gehörte er zeitweilig zu Stackridge und arbeitete als Gitarrist für Smith & D'Abo, aber neben Eric Clapton auch unter dem Titel The Secret Policeman's Ball für Wohltätigkeitsveranstaltungen. Gemeinsam mit Mo Foster und mit Simon Phillips bildete er die Band RMS. Mit dem British Orchestra widmete er sich in den frühen 1980er Jahren der Music von Gil Evans, mit dem er 1983 auch auf dem Montreux Jazz Festival konzertierte. 1986 trat er im Londoner West End im Musical Time als Cliff Richard auf.
Als Studiomusiker war Russell für Stars wie Paul McCartney, Tina Turner, Van Morrison, Art Garfunkel, Dionne Warwick, Bryan Ferry, Jack Bruce, Cat Stevens, Phil Collins oder Robert Plant tätig. Als Komponist wurde er überwiegend vom britischen und amerikanischen Fernsehen beauftragt und schrieb für Serien wie A Touch of Frost, Jim Bergerac ermittelt, Plain Jane, A Bit of a Do, The Inspector Alleyn Mysteries, Polizeiarzt Dangerfield oder Grafters. Für diese Arbeiten wurde er mehrfach ausgezeichnet, u. a. mit dem ASCAP-Award für die am häufigsten im amerikanischen Fernsehen gespielte Musik und zwei Awards der Royal Television Society.
Mit Ralph Salmins gründete er 2008 die Produktionsfirma Made Up Music, die Alben mit potenziellen Soundtracks produziert. Gemeinsam mit Mo Foster und Ralph Salmins gab er Seminare in britischen Bildungseinrichtungen; 2007 wurde er Gastprofessor an der Universität Leeds.

## Diskographische Hinweise
- 1968 – Turn Circle (CBS)[5]
- 1969 – Dragon Hill (CBS, mit Roy Fry, Ron Mathewson, Alan Rushton u. a.)
- 1971 – June 11th 1971: Live at the ICA (RCA, mit Tony Roberts, Harry Beckett, Daryl Runswick, Alan Rushton, Gary Windo u. a.)
- 1971 – Rites & Rituals (CBS, mit Roberts, Beckett, Nick Evans, Runswick, Rushton)
- 1973 – Secret Asylum (Black Lion/Reel Recordings)
- 1990 – Guitars from Mars (Virgin)
- 2006 – Goodbye Svengali (Cuneiform)[6]
- 2020 -  Spontaneous Event - Live 1967-69, u. a. mit Dave Holland
- 2020 – John Russell, Ray Russell, Henry Kaiser & Olie Brice: The Dukes of Bedford (Balance Point Acoustics)
- 2021 – Ray Russell Sextet – Forget to Remember, Live Vol. 2 1970 (Jazz in Britain)

## Lexigraphische Einträge
- John Chilton: Who's Who of British Jazz, Continuum International Publishing Group 2004, ISBN 0-8264-7234-6